# Ariarathes II av Kappadokien
Ariarathes II av Kappadokien, död 280 f.Kr., var regerande kung av Kappadokien mellan 301 f.Kr. och 280 f.Kr.
Han regerade formellt som seleukidisk satrap (guvernör) eller klientkung.